# Ornamento (arte)
O ornamento costuma ser um elemento decorativo em uma composição, seja na arquitetura ou no design. O ornamento é muitas vezes um elemento secundário em uma composição, podendo ter significado próprio. Ao longo da história foi muito difundido, mas foi negado pelos seguidores da estética funcionalista do modernismo, sendo re-valorizado no pós-modernismo. 
No ensaio Ornamento e crime, escrito em 1908 pelo influente e "moderno" arquiteto austríaco Adolf Loos, o uso abusivo da ornamentação é criticado na arquitetura européia do final do século XIX. Loos acreditava que "quando uma cultura evolui, ela gradativamente abandona o uso do ornamento em objetos utilitários". Segundo alguns críticos, "esta guerra contra o ornamento e a decoração esconde uma lacuna ideológica no modernismo: a falta de uma base cultural (...) O modernismo procurou deliberadamente destruir todos os vínculos e reminiscências da arquitetura histórica". 

## Ornamento Renascentista
O renascimento se deu por um movimento cultural e um período na história caracterizado pela ruptura da idade média e inicio da idade moderna. A arquitetura neste período busca seguir os princípios básicos como o ideal humanista, a relação de proporção, a unidade e a harmonia. Os arquitetos reinterpretam elementos ornamentais da arquitetura clássica, como folhas de acanto, pilastras e gárgulas, buscando gerar uma linguagem mais racional as construções, além de criar e aperfeiçoar novas técnicas. O ornamento é utilizado para promover caráter de dignidade e respeito aos edifícios, sempre de maneira harmoniosa e padronizada, utiliza-se abóbodas, cúpulas hemisféricas, frontão, arcadas e revestimentos, todas as ordens da arquitetura grega foram utilizadas como inspirações. Nas portas e janelas possuíam lintéis (acabamento da parte superior de portas e janelas) quadrados e normalmente estavam inseridas em um arco. Nos interiores observava-se a criação de afrescos nas paredes internas de espaços mais formais, suas paredes eram revestidas por pedras bem camadas. Já as mobílias apresentavam uma característica clássica, com influencia na arte românica e  bizantina e sarracena, os elementos mais utilizados nos ornamentos dos móveis eram  folhagens, arabescos, acantos e  características naturalistas em geral.